# Semondans
Semondans ist eine französische Gemeinde mit 306 Einwohnern (Stand: 1. Januar 2022) im Département Doubs in der Region Bourgogne-Franche-Comté.

## Geographie
Semondans liegt auf 358 m, etwa neun Kilometer westnordwestlich der Stadt Montbéliard (Luftlinie). Das Dorf erstreckt sich im nördlichen Teil eines Plateaus, das in die gewellte Landschaft zwischen den Flusstälern von Doubs im Süden und Ognon im Nordwesten eingebettet ist, nahe dem Bach Rupt.
Die Fläche des 2,77 km² großen Gemeindegebiets umfasst einen Abschnitt der leicht gewellten Landschaft nördlich des Doubstals. Der Hauptteil des Gebietes wird vom Plateau von Arcey eingenommen, das durchschnittlich auf 370 m liegt und leicht gegen Osten geneigt ist. Es weist eine Breite von vier Kilometern und eine Länge von ungefähr fünf Kilometern auf und ist überwiegend von Acker- und Wiesland bestanden. Der Rupt entwässert das Gebiet nach Südosten zum Doubs. Nach Osten erstreckt sich das Gemeindeareal auf die bewaldete Höhe von Raynans (410 m). Auf seiner Nordwestseite wird das Plateau vom Höhenrücken des Bois d’Arcey flankiert, an dessen Hang mit 450 m die höchste Erhebung von Semondans erreicht wird.
Nachbargemeinden von Semondans sind Aibre  im Norden, Raynans im Osten, Échenans im Süden sowie Désandans im Westen.

## Geschichte
Seit dem Mittelalter gehörte Semondans zur Grafschaft Montbéliard. Mit der Besetzung der Grafschaft Württemberg-Mömpelgard (Montbéliard) gelangte das Dorf 1793 endgültig in französische Hand.

## Bevölkerung
| Jahr                       | 1962 | 1968 | 1975 | 1982 | 1990 | 1999 | 2017 |
| Einwohner                  | 109  | 128  | 235  | 230  | 233  | 236  | 302  |
| Quellen: Cassini und INSEE |      |      |      |      |      |      |      |

Mit 306 Einwohnern (Stand 1. Januar 2022) gehört Semondans zu den kleinen Gemeinden des Départements Doubs. Nachdem die Einwohnerzahl in der ersten Hälfte des 20. Jahrhunderts stets im Bereich zwischen 70 und 110 Personen gelegen hatte, wurde zwischen 1960 und 1975 ein markantes Bevölkerungswachstum verzeichnet. Seither verblieb die Einwohnerzahl auf annähernd konstantem Niveau.

## Wirtschaft und Infrastruktur
Semondans war bis weit ins 20. Jahrhundert hinein ein vorwiegend durch die Landwirtschaft (Ackerbau, Obstbau und Viehzucht) geprägtes Dorf. Daneben gibt es heute einige Betriebe des lokalen Kleingewerbes. Mittlerweile hat sich das Dorf auch zu einer Wohngemeinde gewandelt. Viele Erwerbstätige sind deshalb Wegpendler, die in der Agglomeration Montbéliard ihrer Arbeit nachgehen.
Die Ortschaft ist verkehrstechnisch gut erschlossen. Sie liegt an der Hauptstraße N83, die von Besançon nach Belfort führt. Der nächste Anschluss an die Autobahn A36 befindet sich in einer Entfernung von ungefähr 14 Kilometern. Weitere Straßenverbindungen bestehen mit Sainte-Marie und Montbéliard.

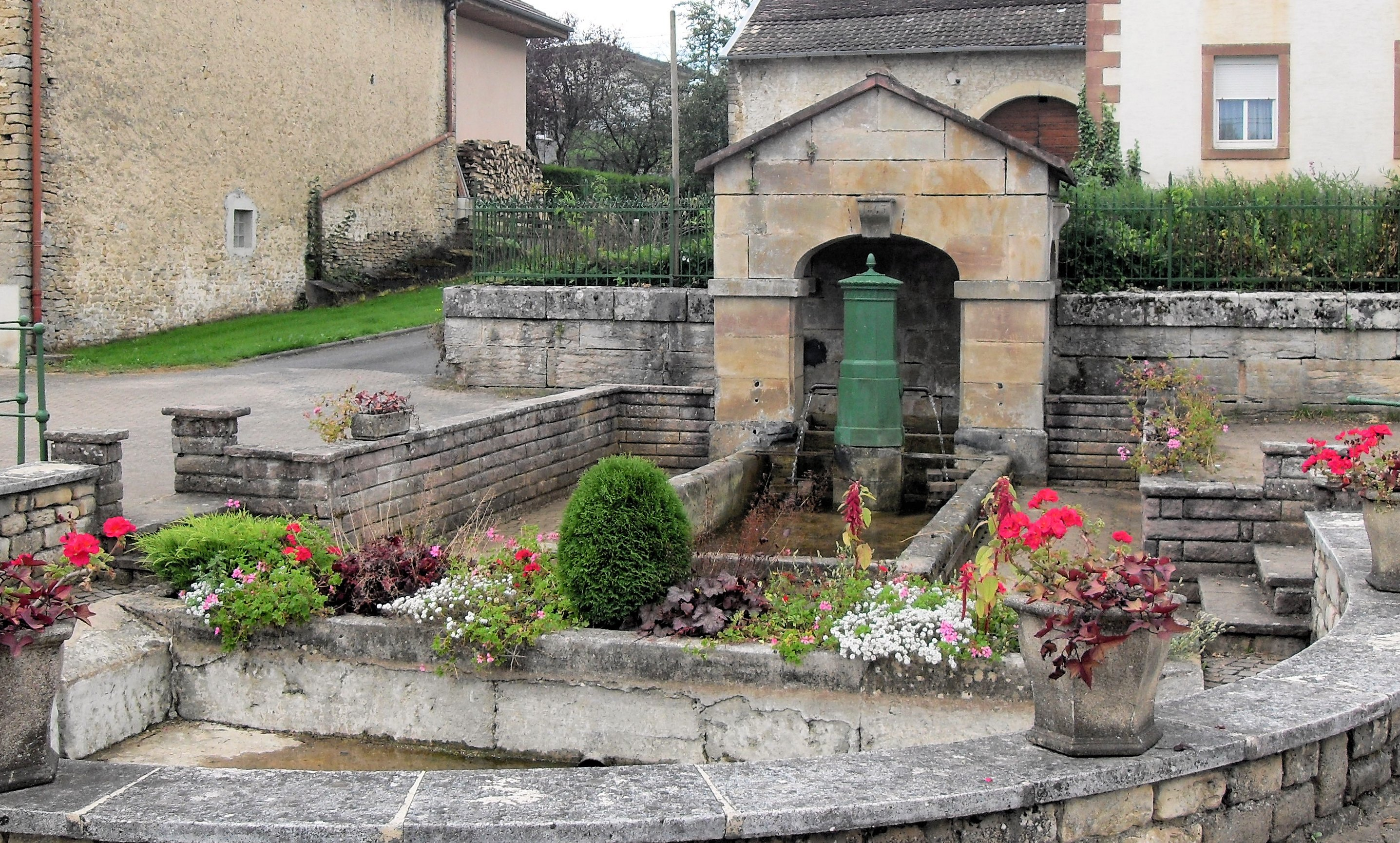
Brunnen in Semondans